# Unia Łacińska
Unia Łacińska – organizacja międzynarodowa zrzeszająca państwa, w których używane są języki romańskie. Zajmuje się ochroną, wsparciem i promocją wspólnego dziedzictwa świata postłacińskiego. Utworzono ją w 1954 roku w Madrycie, w Hiszpanii. Jako sprawna instytucja, Unia Łacińska działała od roku 1983 do 2012. Liczyła 35 członków na całym świecie.
Oficjalne nazwy unii to:
- po francusku: Union Latine
- po hiszpańsku: Unión Latina
- po katalońsku: Unió Llatina
- po portugalsku: União Latina
- po rumuńsku: Uniunea Latină
- po włosku: Unione Latina.

## Członkowie
Lista członków Unii Łacińskiej według języka urzędowego:
- język francuski (français)
  - Francja
  - Haiti
  - Monako
  - Senegal
  - Wybrzeże Kości Słoniowej
- język hiszpański (español, oficjalnie: kastylijski - castellano)
  - Argentyna (obserwator)
  - Boliwia
  - Chile
  - Dominikana
  - Ekwador
  - Filipiny (język hiszpański nie jest językiem urzędowym, Filipiny pozostają w Unii z uwagi na powiązania historyczne i kulturalne z Hiszpanią)
  - Gwatemala
  - Hiszpania
  - Honduras
  - Kolumbia
  - Kostaryka
  - Kuba
  - Meksyk
  - Nikaragua
  - Panama
  - Paragwaj
  - Peru
  - Urugwaj
  - Wenezuela
- język kataloński (català)
  - Andora
- język portugalski (português)
  - Angola
  - Brazylia
  - Gwinea Bissau
  - Mozambik
  - Portugalia
  - Republika Zielonego Przylądka
  - Timor Wschodni
  - Wyspy Świętego Tomasza i Książęca
- język rumuński (română)
  - Mołdawia
  - Rumunia
- język włoski (italiano)
  - San Marino
  - Stolica Apostolska (obserwator)
  - Włochy
  - Zakon Maltański (obserwator)[2]
  - Istria w Chorwacji
  - Szwajcaria (włoskojęzyczna część tego państwa)